# Klatka Schodowa Poselska na Wawelu
Klatka schodowa Poselska – jedna z dwóch reprezentacyjnych klatek schodowych w Zamku Królewskim na Wawelu, znajdująca się w jego wschodnim skrzydle. Zbudowana została między rokiem 1527 a 1529 według projektu Bartłomieja Berecci.
Prowadzono nią gości królewskich do recepcyjnych apartamentów. Posiada detal kamieniarski w postaci lizenowych arkad i profilowanych gzymsów – rozwiązania podobne do stosowanych we florenckich pałacach, w kręgu twórczości Sangallów. Do dziś zachowały się tu oryginalne kamienne obramienia drzwi projektu Benedykta z Sandomierza.

## Sień na parterze
Na podwyższonym parterze, z zachowanymi gotycko-renesansowymi portalami, znajdują się gobelin flamandzki Kwiecień z serii Dwanaście miesięcy, z pocz. XVIII w.

## Sień na I piętrze
W sieni znajdują się dwa barokowe portrety hiszpańskich dam oraz arrasy z kolekcji Zygmunta II Augusta. Portret włoski mężczyzny, pędzla Sebastiana Bombelli (2. poł. XVII w.) oraz portret chłopięcy, autorstwa Holendra Jana van Noort (ok. 1654 r.).

## Sień na II piętrze
W najwyżej położonej sieni schodów Poselskich, znajduje się gobelin flamandzki z pejzażem (1. poł. XVII w.). Wśród XVII-wiecznych portretów niderlandzkich jest portret męski pędzla Jana Lievensa (nawiązujących do portretów Rafaella). Rzeźbione popiersie cesarza zapewne z I w. n.e., drugie popiersie – renesansowe włoskie. Szafa włoska z datą 1643. Nad wejściami z sieni małe arrasy-supraporty z przedstawieniami krajobrazowo-zwierzęcymi oraz herbami Polski i Litwy.